# 도평초등학교 (제주)
도평초등학교는 대한민국 제주특별자치도 제주시에 있는 초등학교다.

## 학교 연혁
- 1927년 4월 26일 : 도평명진학숙 창설
- 1947년 4월 12일 : 도평국민학교 설립인가
- 1949년 1월 4일 : 4.3사건으로 교사 전소
- 1954년 3월 2일 : 외도국민학교 도평분교장 인가
- 1954년 4월 25일 : 외도초등학교 도평분교장 설립
- 1955년 3월 28일 : 도평국민학교 인가
- 1955년 4월 25일 : 도평국민학교 승격 개교
- 1983년 3월 1일 : 외도초등학교 도평분교장 인가
- 2011년 3월 1일 : 외도초등학교 도평분교장에서 도평초등학교로 승격
- 2013년 3월 1일 : 제4기 제주형 자율학교 지정
- 2013년 12월 31일 : 100대 교육과정 우수학교 선정
- 2015년 3월 1일 : 제주형 자율학교 기간 연장 운영(2017. 2. 28.)
- 2015년 3월 1일 : 소프트웨어(SW)교육 선도학교 운영(~2020.2.29.)
- 2016년 3월 1일 : 13학급 편성 인가, 병설유치원 2학급 편성 인가
- 2016년 3월 7일 : 병설유치원 개원
- 2018년 3월 1일 : 제13대 홍영미 교장 부임
- 2018년 9월 1일 : 디지털교과서 선도학교 지정 운영(~2020. 2.29.)
- 2019년 1월 29일 : 제62회 졸업(남 17명, 여 21명, 누계 785명)
- 2019년 3월 1일 : 14학급 편성 인가

## 동문
김현오